# Vranov nad Topľou
 Ovo je glavno značenje pojma Vranov nad Topľou. Za druga značenja pogledajte Okrug Vranov nad Topľou.
Vranov nad Topľou (mađ. Varannó, njem. Frö(h)nel / Vronau an der Töpl) je grad u Prešovskom kraju u istočnoj Slovačkoj. Upravno središte Okruga Vranov nad Topľou. Grad se je prije 1927. i između 1944. – 1969. zvao Vranov.

## Zemljopis
Vranov nad Topľou smijestio se na sjeverozapadni dio Istočno slovačke nizine (slo. Východoslovenská nížina) u gornjem dijelu regije Zemplín između rijeka Tople i Ondave.

## Povijest
Grad su prvo naselili Slovaci. U srednjom vijeku naselje Vranov nad Topľou je dio dvorca Čičva. S obzirom na povoljan geografski položaj grada smještenog na važnim trgovačkim putevima od Prešova, Vranov nad Topľou postao je ekonomski i socijalni centar na područje sliva dviju rijeka, Ondave i Tople. 
 Prvi pisani spomen grada datira iz 1332. – 1335. Vranov je dobio status grada prije 1363. godine.
Kralj Matija Korvin dao je povlastice gradu 1461. godine.  Gimnazija u gradu je osnovana u 16. stoljeću.
U drugoj polovici 19. stoljeća, Vranov nad Topľou postao središte regije od 44 sela. Na kraju stoljeća došlo je do masovne emigracije. Godine 1903. Vranov je dobio željezničku prugu, električnu rasvjetu i telefon uveden do 1906.
Nakon formiranja Čehoslovačka, Vranov nad Topľou ostao je mali poljoprivredni i obrtnički grad. Tijekom  Drugog svjetskog rata, neke partizanski grupe su formirani u regiji, a grad je postao središtem antifašističke pobune. Vrijeme poslije 1945. bio je obilježeno industrijskim razvojem, izgradnjom i rekonstrukcijom stambenih zgrada u centru grada.

## Stanovništvo
| Godina:     | 1993.  | 2003.   | 2013.   | 2023.    |
| ----------- | ------ | ------- | ------- | -------- |
| Broj ljudi: | 23 568 | 23 020  | 23 041  | 20 488   |
| Razlika:    |        | -2,32 % | +0,09 % | -11,08 % |

| Godina:     | 2022.  | 2023.   |
| ----------- | ------ | ------- |
| Broj ljudi: | 20 702 | 20 488  |
| Razlika:    |        | -1,03 % |

Po popisu stanivništva iz 2001. godine grad je imao 22.985 stanovnika.
- Slovaci – 93,11 %
- Romi – 4,40 %
- Česi – 0,61 %
- Rusini – 0,27 %
- Ukrajinci – 0,25 %

Prema vjeroispovijesti najviše je rimokatolika 62,61 %, grkokatolika 20,13 %, luterana 7,18 % i ateista 5,70 %.

## Vanjske poveznice
- Službena stranica grada  Arhivirana inačica izvorne stranice od 31. srpnja 2023. (Wayback Machine) (sl.)

### Ostali projekti
|  | Zajednički poslužitelj ima još gradiva o temi Vranov nad Topľou |